# Eggetal

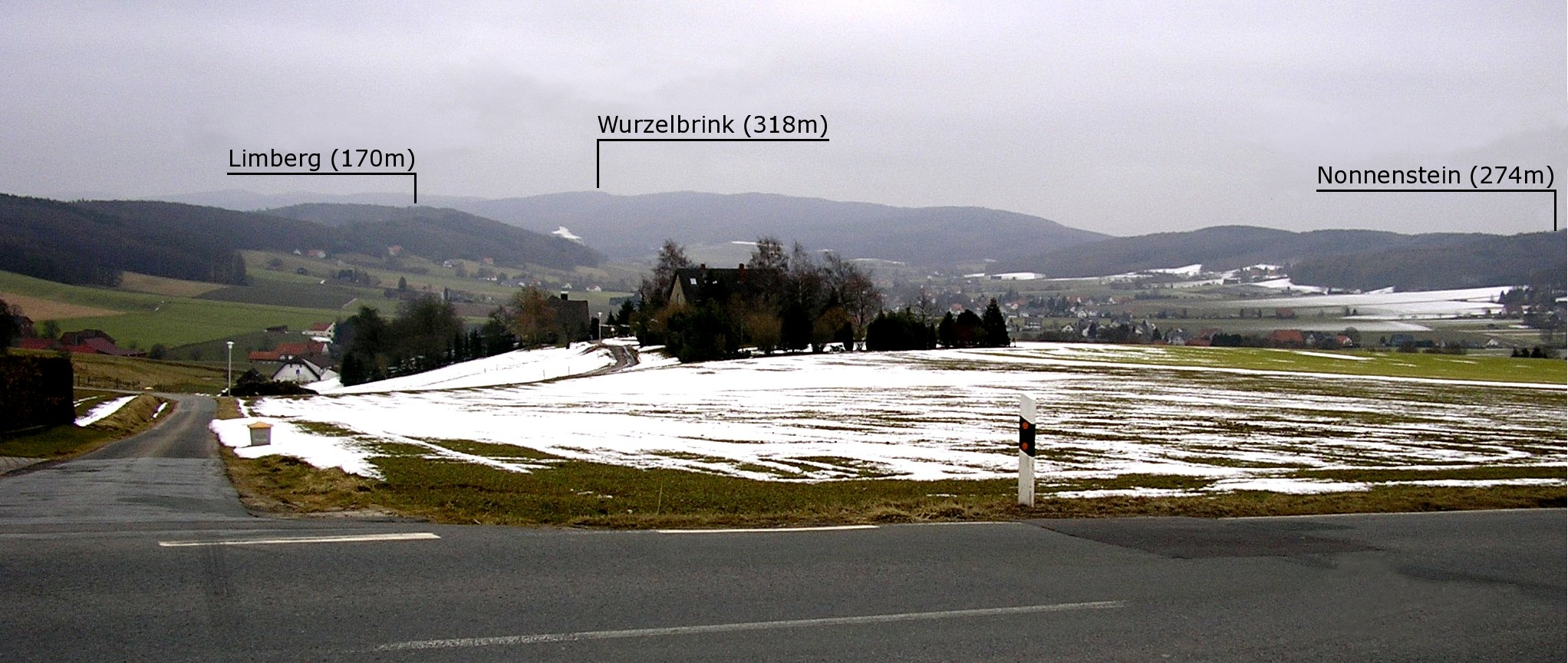
Blick in das Eggetal nach Osten von der Landesgrenze. Zu erkennen sind die noch schneebedeckten Flächen höherer Bereiche und der Nordhänge. Im Hintergrund der höchste Teil des Wiehengebirges mit dem Wurzelbrink.

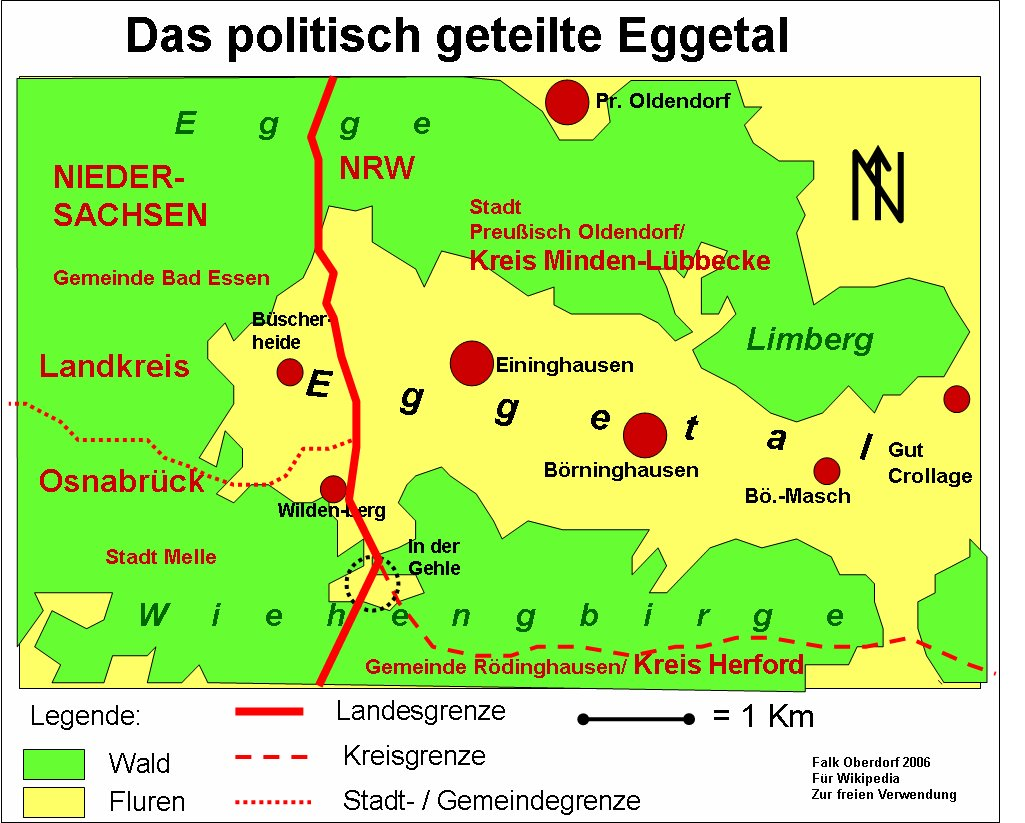

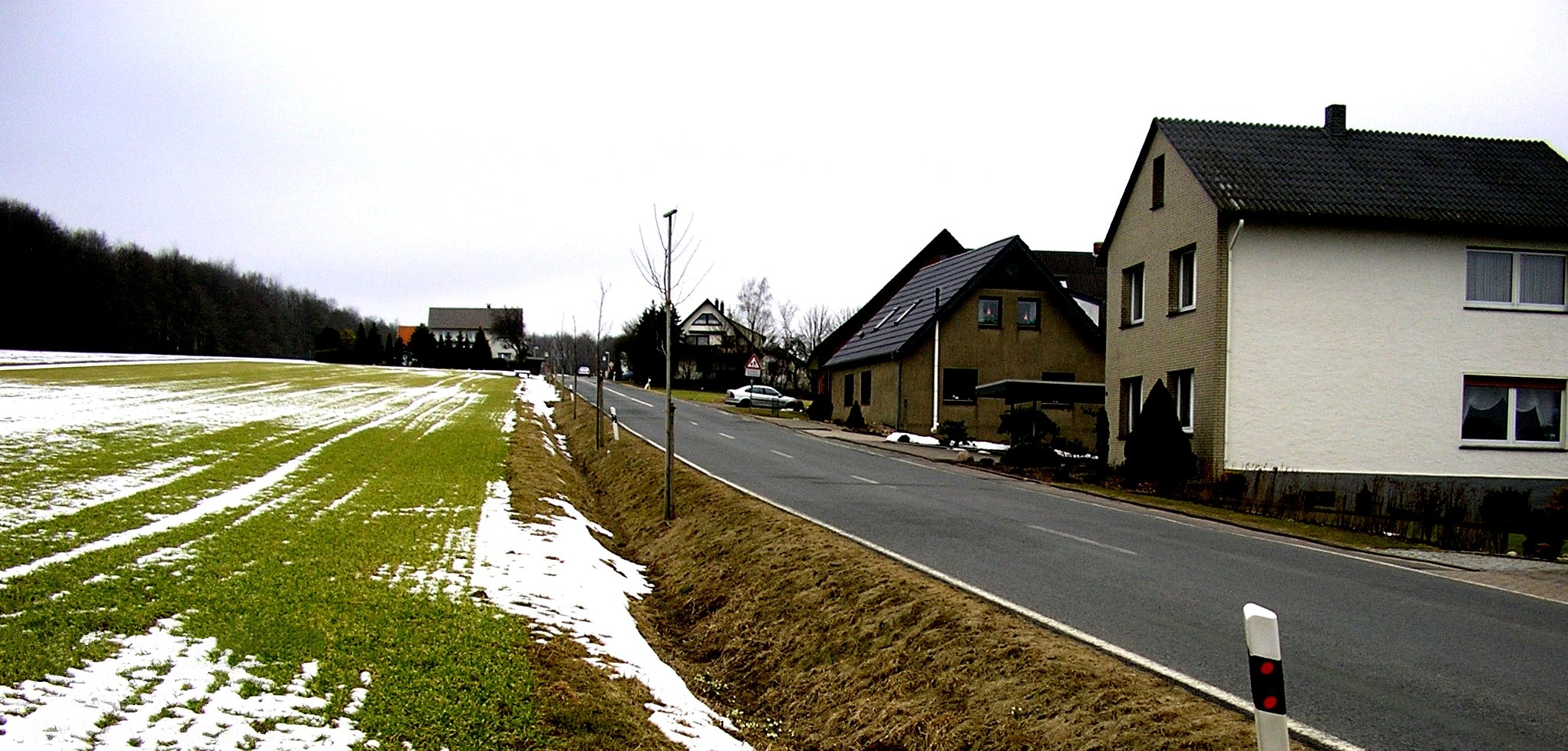
Die K 79 bildet hier die Landesgrenze und zerschneidet das Eggetal. Das Haus links der Straße gehört zu Niedersachsen, rechts davon ist Nordrhein-Westfalen.

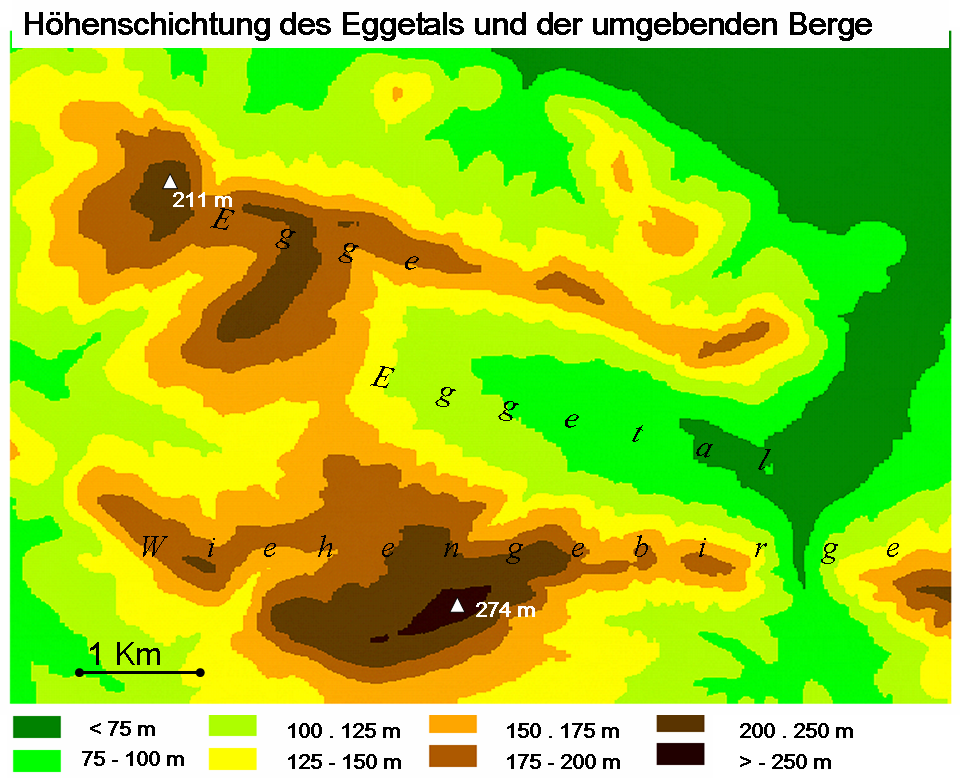
Das Eggetal wird von über 200 Meter hohen Bergen umrahmt

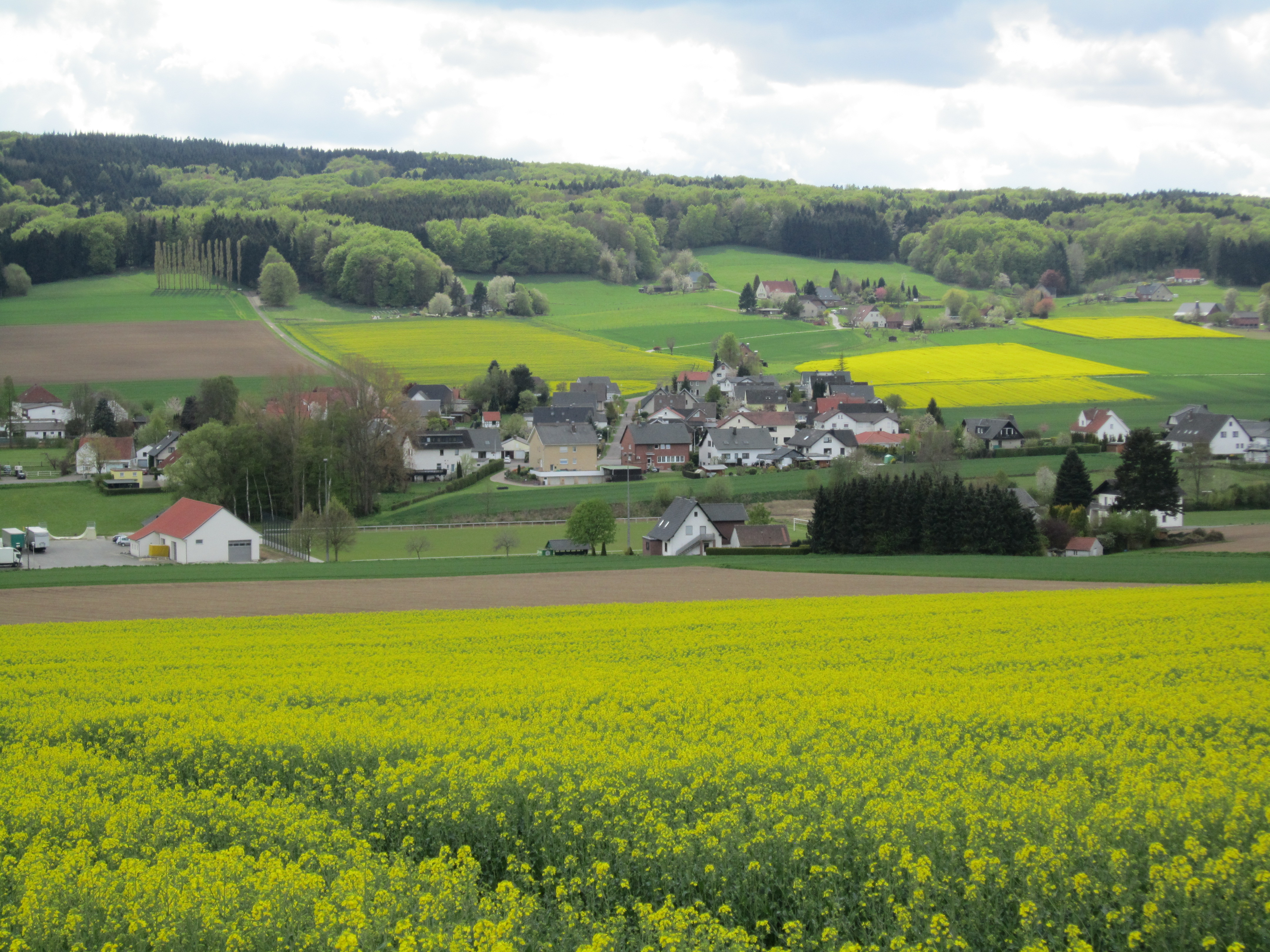
Blick auf das Eggetal von der Egge

Das Eggetal ist ein Längstal im Wiehengebirge, gelegen zwischen den ehemaligen Kreisstädten Lübbecke und Melle.

## Geografie
Das Eggetal liegt im Einzugsgebiet der Weser. Der mit Abstand größte Teil des Tals entwässert über den Mühlenbach nach Osten in die Große Aue, ein kleiner Bereich (rund 85 ha des Tals) des südwestlichen Büscherheide-Gebietes hingegen über den Glanebach und rund 10 ha des Bereichs „In der Gehle“ über den Drücke-Mühlenbach via Grünen See in die Hunte.
Begrenzt wird das Tal im Norden vom Höhenzug der „Egge“ mit der Burg Limberg, im Osten durch die Große Aue, die hier bis Bad Holzhausen den Namen des Mühlenbaches übernimmt, im Süden durch den Wiehen-Hauptkamm mit dem Rödinghauser Berg und im Westen durch den Wald im Talgrund des Glanebachs. Im Osten geht das Tal beim Ortsteil Fiegenburg in das Durchbruchstal der Großen Aue über, dessen nördlicher geräumiger Talgrund von dem großen Gut Crollage eingenommen wird.
Setzt man die Waldgrenze gleich der Talgrenze, hat das Eggetal eine Fläche von ca. 700 ha. Zur Stadt Preußisch Oldendorf, damit zu Nordrhein-Westfalen, gehört mit den Dörfern Börninghausen-Masch, Börninghausen und Eininghausen die Mitte und der Osten des Tals; das ist mit rund 550 ha (also 78,5 Prozent der Fläche) der größte Teil. Rund 110 ha (15,7 Prozent) mit dem hochgelegenen Dorf Büscherheide am Westende des Tales gehören zur Stadt Bad Essen und damit zu Niedersachsen. Die Landesgrenze bilden in etwa die in Nord-Süd-Richtung verlaufenden Kreisstraßen K 79 / K 239.
Genaugenommen ist das Tal politisch nicht nur „zwei-geteilt“, rund 26 ha (3 Prozent der Fläche) im Süd-Westen der waldfreien Talfläche sind Teil der Stadt Melle / Landkreis Osnabrück / Niedersachsen und rund 5 ha (rund 1/2 Prozent) des Bereiches „In der Gehle“, mit dem mennonitischen Ferienheim sind gar wieder ein Teil von Rödinghausen im Kreis Herford / Nordrhein-Westfalen. Damit ist das Tal auf Kreisebene „drei-“ und auf kommunaler Ebene sogar „vier-geteilt“.
Von der Höhenlage reicht das Tal von 70 m ü. NN um das Gut Crollage im Osten bis 215 m ü. NN auf einer Ackerfläche nördlich von Büscherheide.
Aufgrund dieses für den nord-westdeutschen Raum vergleichsweise großen Höhenunterschiedes sind innerhalb des Tales auch für den Fremden bisweilen markante klimatische und Witterungsunterschiede wahrnehmbar.

### Namensgebung
Neben dem Namen Eggetal wird das Tal auch wissenschaftlich-geographisch, aber sehr ungebräuchlich auch als Gehnmulde bezeichnet.

## Geschichte
Im Zuge der Klimaerwärmung nach der letzten Eiszeit begann um 8000 v. Chr. die allmähliche Wiederbewaldung des Eggetals. In dieser Zeit haben Menschen das Eggetal besiedelt, wie zahlreiche jungsteinzeitliche Funde beweisen. Der vorgeschichtliche Mensch nutzte das Vorkommen von dunkelgrauen Kieselgeoden, die er in Aufschlüssen des Wiehengebirges fand, als Rohstoff für Steinbeile. Inwieweit in der Vorgeschichte Dauersiedlungen bestanden, ist nicht bekannt. Besiedlungen größeren Umfangs wird es vermutlich erst nach der Zeitenwende um das Jahr 600 durch die anrückenden Sachsen gegeben haben.
Man vermutet, dass die Sachsen bei ihrer Expansion nach Süden um das Jahr 500 – 600 das Wiehengebirge erreichten. Sie trafen hier auf die Angrivarier, die sie unterwarfen. Nach und nach verschmolzen beide Stämme. Die Siedlungen im Eggetal dürften also in einem planmäßigen Besiedlungsvorgang um das Jahr 500 – 600 entstanden sein, als die Sachsen das Wiehengebirge erreichten.
Der Ortsname Börninghausen dürfte, unter Berücksichtigung der Schreibweise von 993, von Born-Brunnen abgeleitet worden sein.

## Land- und Forstwirtschaft im Eggetal
Obstanbau:
Noch vor wenigen Jahren gab es, insbesondere an den Südhängen dieses sonnenverwöhnten Tales, ausgedehnte Obstplantagen (Apfel, Birne), die im Frühjahr zur Apfelblüte dem Tal einen Flair von Altem Land gaben. Der Obstanbau hat hier eine gewisse Tradition: Bereits 1822 gab es im Eggetal durch die Verwaltung in Preußisch Oldendorf Aktionen, um den Anbau von Obstbäumen in Hochstammform zu fördern, wobei es sich vor allem um den Ausbau hofnaher Obstwiesen handelte. In den Jahren 1948/1949 begannen einige mittelbäuerliche Betriebe mit dem Anbau von Niederstammobst in Plantagenform.
Jahr für Jahr vergrößerte sich dann das Anbaugebiet und schließlich standen in den 1970er Jahren auf 25 Hektar rund 40.000 Obstbäume. Aufgrund des Generationswechsels kam es später teilweise zur Aufgabe dieses Erwerbszweiges und 1993 konnten nur noch 10.000 Obstbäume auf 7 Hektar gezählt werden. Seither ist der Obstanbau weiter rückläufig, einige Plantagen am Südhang des Limbergsattels bestehen allerdings noch.
Forstwirtschaft:
Die Gemarkung Börninghausen, also der westfälische Teil des Eggetals, weist eine Forstbetriebsfläche von 234 Hektar auf. Die Waldfläche stand im Jahre 1971 im Eigentum von 127 Einzelbetrieben, deren Größen sich zwischen 0,09 und 23,83 Hektar bewegten. Das Hauptrevier in Größe von rund 217 Hektar liegt am Nordhang des Wiehengebirges, also südlich des Eggetals, auf einer Höhenlage von 100 bis 273 Meter ü. NN. Die Restfläche von 17 Hektar liegt auf dem Limbergsattel. Das heißt, dass der überwiegende Anteil des Waldes dort nicht zur Gemarkung Börninghausen, sondern zu den nördlich angrenzenden Gemarkungen zählt.

## Sehenswürdigkeiten
An der Südgrenze des Tals liegt mit dem Grünen See einer der größten echten Bergseen des Wiehengebirges.
Einen guten Überblick über das ganze Tal hat man von der Plattform des Wiehenturms in der Nähe besagter Landesgrenze. Unweit der Grenze weiter talwärts steht auch die Feldglocke Eininghausen.
Anmerkung: O.g. Flächenangaben beziehen sich auf den waldfreien Teil des Gebietes. Rechnet man die umgebenden, bewaldeten Berge bis zum Kamm mit, hätte das Tal eine Fläche von rund 17,5 km².

## Naturschutzgebiete
Auf Rödinghauser Seite liegt das 35,5 Hektar große Naturschutzgebiet Gehle. Das große Waldgebiet mit stellenweise feuchten Tälern inklusive zahlreicher Quellbäche weist viele wertvolle Laub-, Misch- und Nadelwaldbestände auf. Die hier entspringenden Bäche, die Richtung Süden fließen, sind Teil eines teilweise unter Naturschutz stehenden Sieksystems, das bis zur Else reicht.

## Kirchengemeinde
Die evangelische Kirchengemeinde Börninghausen umfasst das gesamte Eggetal, also einschließlich Büscherheide. Die Gemeinde hat 11,06 km² und zählt 1765 Gemeindemitglieder.

## Ein zweites Eggetal
In früheren Zeiten wurde auch der Bereich südlich der Lübbecker Egge "Eggetal" bezeichnet. So hat sich z. B. im Jahre 1920 der erste Oberbauerschafter Fußballverein den Namen „FC Eggetal Niedringhausen“ gegeben.